# Pelagićevo
Pelagićevo (serbisch-kyrillisch Пелагићево) ist ein Ort und die zugehörige Verbandsgemeinde (opština) im Norden von Bosnien und Herzegowina. Sie befindet sich in der Posavina am südlichen Rand der Pannonischen Tiefebene und entstand 1992 während des Bosnienkrieges als Abspaltung der Vorkriegsgemeinde Gradačac. Sie liegt in der Republika Srpska direkt an der Entitätengrenze östlich der Stadt Gradačac an der Straße in Richtung Vinkovci.

## Geographie
Pelagićevo ist etwa 19 Kilometer von der bosnisch-kroatischen Grenzbrücke in Orašje entfernt. Nach Gradačac sind es 15 Kilometer.
Zu Pelagićevo gehören die Gemeindeteile Blaževac, Donja Tramošnica, Donje Ledenice, Gornja Tramošnica, Gornje Ledenice, Njivak, Orlovo Polje, Pelagićevo, Porebrice, Samarevac und Turić.

## Geschichte
Die Ortsteile der heutigen Gemeinde Pelagićevo gehörten bis zum Beginn des Bosnienkrieges 1992 zur Verbandsgemeinde Gradačac. Am 14. September 1992 wurde die neue Gemeinde im Rahmen der ausgerufenen Republika Srpska begründet. 1998 wurden die Ortsteile Zelinja Gornja und Gornja Međeđa, die infolge der Grenzziehung keine direkte Verbindung mit dem restlichen Gemeindegebiet hatten, nach Doboj umgegliedert.

## Bevölkerung
Zur Volkszählung 2013 hatte die Gemeinde 5.220 Einwohner. Davon bezeichneten sich 63,8 % als Serben und 35,4 % als Kroaten. Nur 13 Einwohner bezeichneten sich als Bosniaken. Vor dem Krieg waren nur die Ortsteile Pelagićevo, Porebrice und Samarevac mehrheitlich serbisch bewohnt. In Blaževac, Donja Tramošnica, Donje Ledenice, Gornja Tramošnica, Njivak, Orlovo Polje und Turić stellten die Kroaten die Mehrheit, während in Gornje Ledenice ausschließlich muslimische Einwohner lebten.